# 피라스 디라니
피라스 디라니(영어: Firass Dirani, 1984년 4월 29일 ~ )는 레바논계 오스트레일리아인 배우이다. 특촬 《파워레인저 미스틱포스》의 레드 레인저 역을 맡았다.

## 출연 작품
- 워 이베이젼 - 웰쉬 역